# Lapio
Lapio es uno de los 119 municipios o comunas ("comune" en italiano) de la provincia de Avellino, en la región de Campania. Con cerca de 1.702 habitantes, según el censo de 2005, se extiende por una área de 15,03 km², teniendo una densidad de población de 113,24 hab/km². Linda con los municipios de Candida, Chiusano di San Domenico, Luogosano, Montefalcione, Montemiletto, Parolise, San Mango sul Calore, y Taurasi.

## Demografía
| Gráfica de evolución demográfica de Lapio entre 1861 y 2001 |
|                                                             |
| Fuente ISTAT - elaboración gráfica de Wikipedia             |

- Datos: Q55046
- Multimedia: Lapio / Q55046

1. ↑  Worldpostalcodes.org, código postal n.º 83030.
2. ↑  «Codici Catastali». Comuni-italiani.it (en italiano). Consultado el 29 de abril de 2017.